# Wilkes County (Georgia)
Wilkes County is een county in de Amerikaanse staat Georgia.
De county heeft een landoppervlakte van 1.221 km² en telt 10.687 inwoners (volkstelling 2000). De hoofdplaats is Washington.

## Bevolkingsontwikkeling

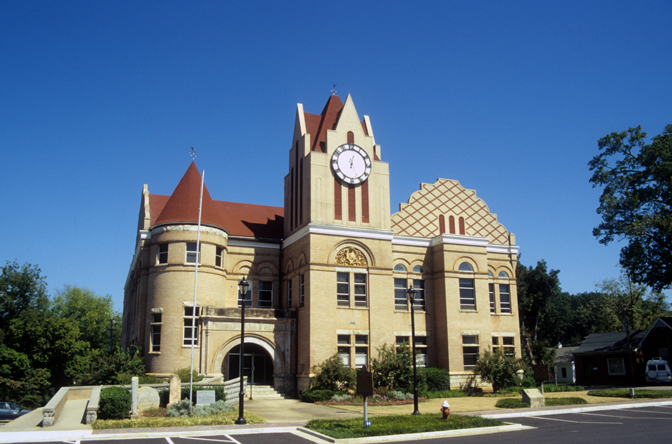
Wilkes County Courthouse